# SD Gundam: G Generation - Gather Beat 2
SD Gundam: G Generation - Gather Beat 2 est un jeu vidéo de stratégie-RPG développé et édité par Bandai en juin 2001 sur WonderSwan Color. C'est une adaptation en jeu vidéo de la série basée sur l'anime Mobile Suit Gundam et notamment Super Deformed Gundam,.